# Église de la Sainte-Trinité de Prijedor
Pour les articles homonymes, voir Église de la Sainte-Trinité.
L'église de la Sainte-Trinité (en serbe cyrillique : Црква Свете тројице ; en serbe latin : Crkva Svete trojice) est située en Bosnie-Herzégovine, dans la ville de Prijedor et sur le territoire de la Ville de Prijedor. Elle a été construite en 1891 et est inscrite sur la liste provisoire des monuments nationaux de Bosnie-Herzégovine.